# Bílá Voda

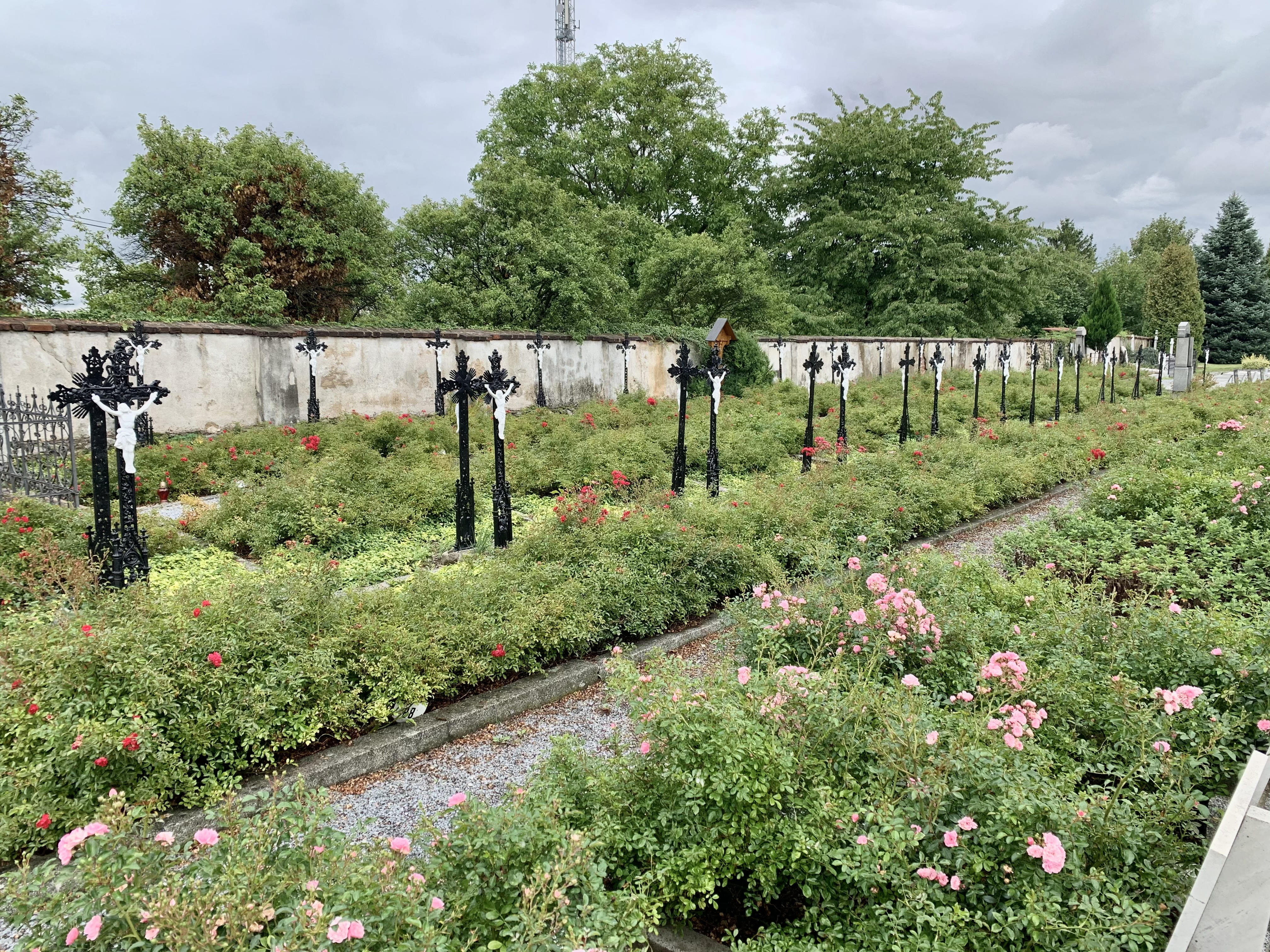
Krzyże na grobach zakonnic

Bílá Voda (niem. Weißwasser) – gmina w Czechach, w powiecie Jeseník w kraju ołomunieckim. Jest to najdalej na północ położona gmina czeskiego Śląska.

## Położenie
Gmina leży nad rzeką Kamienicą, tuż przy polsko-czeskiej granicy w worku jawornickim (cz. javornický výběžek), jej przedłużeniem wzdłuż rzeki jest polska wieś Kamienica. Od 1748 r. Bílá Voda jest nieformalnie podzielona na część „miejską” (městys) i „wiejską” (ves). W dolnej części miejscowości, posiadającej okazałe budynki i zwartą zabudowę, znajduje się dawny zespół klasztorny pijarów, z barokowym kościołem. W górnej, luźno zabudowanej części wsi, stoi pałac wybudowany ok. 1690 r., dawna siedziba kolejnych właścicieli ziemskich.

## Podział

### części gminy
- Kamenička
- Městys Bílá Voda
- Ves Bílá Voda

### gminy katastralne
- Bílá Voda u Javorníka
- Kamenička u Bílé Vody

## Historia
Założona w poł. XIII w. Pierwsza wzmianka o Bílej Vodzie pochodzi z 1532 r. W 1723 r. Jakob Ernst von Liechtenstein-Kastelkorn, właściciel wsi i pobliskich dóbr w Doboszowicach, późniejszy biskup ołomuniecki i prymas Niemiec, ufundował tutaj klasztor i kolegium pijarów. Był to wówczas jeden z najznakomitszych wówczas zakładów szkolnych na Śląsku. W latach 1724–1733 wzniesiono kolegium i seminarium pijarskie, a w latach 1755–1765 kościół.
Od zakończenia I wojny śląskiej, na mocy pokoju wrocławskiego, miejscowość stała się osadą graniczną. Jej południowo-zachodnia część z kościołem i klasztorem została w granicach Śląska habsburskiego; północno-wschodnia, nazywająca się współcześnie Kamienica, została włączona do Śląska pruskiego.
W 1818 r. zamknięto seminarium, a w 1829 r. kolegium. Pijarzy obsługiwali parafię do 1938 r. W 1854 r. pałac w Bílej Vodzie zakupiła Marianna Orańska. Należał on do jej spadkobierców do 1917 r.
W czasie II wojny światowej działał tu podobóz Gross-Rossen (Weißwasser lub Mährisch Weißwasser). Nie jest znana jego dokładniejsza lokalizacja. Przyjmuje się, że powstał w roku 1944.
Po II wojnie światowej wysiedlono ludność niemiecką. W zniszczonym klasztorze popijarskim od 28 września 1950 r internowano zakonnice z rozwiązanych klasztorów z terenu Czechosłowacji. Skoncentrowano zakonnice z 15 różnych zgromadzeń (m.in. siostry szkolne de Notre Dame, boromeuszki, norbertanki, franciszkanki). Na cmentarzu znajduje się kilkaset (ok. 700) nagrobków zmarłych tu zakonnic. Był to najliczniejszy obóz pracy dla zakonnic w Czechosłowacji. Po upadku komunizmu większość pozostałych przy życiu zakonnic opuściła wieś.
W 2006 r. we wsi mieszkały 282 osoby.

## Zabytki
- Kościół pw. Nawiedzenia Najświętszej Marii Panny – posiada bogate barokowe wyposażenie wnętrza; na szczególną uwagę zasługuje ołtarz główny z rzeźbą Madonny z ok. 1510 r. pochodzącą z warsztatu Wita Stwosza.
- Klasztor i kolegium pijarów – do kościoła przylega połączony z nim dwukondygnacyjny, barokowy budynek klasztorny z dwoma dziedzińcami.
- Domy dawnego konwiktu – barokowe budynki znajdujące się w otoczeniu kompleksu budynków.
- Pałac – niewielka rezydencja dworska, m.in. Marianny Orańskiej, doglądającej stąd budowy pałacu w Kamieńcu Ząbkowickim, siedziba kolejnych właścicieli majątku. Obecnie znajduje się w nim szpital psychiatryczny, leczący uzależnienia od alkoholu i narkotyków. W parku przypałacowym znajduje się kilka barokowych rzeźb.
- Cmentarz – znajduje się na nim zbiorowa mogiła ofiar marszu śmierci Auschwitz–Milęcice z lutego 1945 r. z obozu koncentracyjnego w Oświęcimiu oraz nagrobki 700 zakonnic[5].

## Bílá Voda w literaturze
Powieść Kateřiny Tučkovéj Bílá Voda (2022) opowiada o losie zakonnic z miejscowego miejsca odosobnienia.

## Turystyka
Z Bilej Vody do Javornika prowadzą dwa szlaki piesze:
- – czerwony z Bilej Vody, przez górę Borówkową z wieżą widokową, do Javorníka,
- – zielony
- ścieżka rowerowa.

Przez Bílą Vodę możliwy jest przejazd samochodem osobowym na trasie Paczków–Kamienica–Bíla Voda–Złoty Stok.